# Sobór Zwiastowania w Pawłodarze
Sobór Zwiastowania – prawosławny sobór w Pawłodarze, katedra eparchii pawłodarskiej, części Metropolitalnego Okręgu Rosyjskiego Kościoła Prawosławnego w Republice Kazachstanu.
Rosyjski Kościół Prawosławny otrzymał ziemię pod budowę świątyni w 1990, na mocy decyzji rady miejskiej Pawłodaru. Budowa obiektu trwała w latach 1993–1999. Gotowy sobór poświęcił 22 października 1999 arcybiskup astański i ałmacki Aleksy, zaś w dniu następnym budynek został oficjalnie otwarty i oddany do użytku liturgicznego. Łączna wysokość budynku wynosi 51 metrów, na jego dzwonnicy znajduje się dziewięć odlanych w Moskwie dzwonów. Ikonostas, panikadiła i utensylia liturgiczne powstały w fabryce „Sofrino” w obwodzie moskiewskim. Sobór znajduje się na terenie Parku III Tysiąclecia.
W 2002 obiekt uzyskał status pomnika historii i kultury.